# ゆく年くる年 (民間放送テレビ)
『ゆく年くる年』（ゆくとしくるとし）は、日本の民放各テレビ局で1956/1957年から1988/1989年までの毎年12月31日から翌1月1日に生放送されていた年越し番組のシリーズである。セイコーの一社提供。当初はモノクロ放送だったが、1968→9年から一部中継を除きカラー化、翌年からは全面カラー放送となった。又、音声はモノラル放送だが、1982→3年はステレオ放送である。
本番組終了後の民放各局の動向については「年越し番組」の項を参照のこと。

## 概要
在京キー局が当時のアナログチャンネル順の輪番制で年越し向けの番組の制作に当たり、それを全国の民放テレビ局が同時放送していた。
終了当時、民放全局フルネットの番組はこの番組と放送広告の日（現在の民放の日）の特番および「民放連会長あいさつ」のみである。新聞・雑誌の番組表も、局と局の間の線を無くして横長の表になっているものがあった。
1952年にラジオ東京（現：TBSラジオ、KRT）と文化放送合同による年越しラジオ番組『新年の鼓動』が放送され、1953年にはKRTをキー局として『ゆく年くる年』に改題、1954年に東京・大阪の二元放送体制を展開し1955年には全国各地での除夜の鐘や年越しの風景の中継を行った。その後民放ラジオの『ゆく年くる年』を真似る形で当時少数派だった民放テレビが全国ネットのNHKへの対抗策として本番組を開始させ、当初は日本テレビ（NTV）・ラジオ東京テレビ（現：TBSテレビ）・中部日本放送・大阪テレビ放送の4局ネット体制で行われた。その後1971/1972年放送にて83局による民放全局放送体制を確立し、参加局は最大103局に及んだ。
第1回は、NTVとKRTの共同制作であった。なお、フジテレビジョン（CX）は、1959年の開局からしばらくはこの民放テレビ版放送の制作・放送には加わらず、同じセイコーからの提供番組でありながら独自の番組を放送していたが、1971年にようやく民放テレビ版に参加し、これをもって初めて5つの系列と独立局の民放テレビ全局での放送となった。また、東京12チャンネル（現：テレビ東京）は他局制作分の番組を流すだけの受け局だったが、1974年に制作へ初参加した。
第1回放送から最終回まで一貫してセイコー（服部時計店→服部セイコー→現在）の一社提供だった。そのため、カウントダウンや時報には同社の時計が使用されていた。また、年越しの瞬間に同社の関連施設である東京・銀座の和光の時計台がバックに映っていたことがあった。またセイコーから視聴者プレゼントも毎年提供されていた。なお放送1週間前からは、セイコーの時報CM（主にTBS19時時報）で、時報前に番組の宣伝をした。

## 番組内容
毎年、あるテーマに沿った内容で全国各地からの中継を展開していた。中継以外の内容はドラマ・バラエティ・ドキュメンタリー・視聴者参加企画など、局毎に様々な企画が展開された。また、衛星中継やデジタル合成など当時の最新技術を使った大掛かりな演出も特徴で、番組予算は年を追うごとに高騰、最末期には1億円ほどの制作費となっていた。
この番組の総合司会は『名誉な役回り』であったことから、第1回の司会を務めた森繁久彌をはじめ、池内淳子、山村聡、仲代達矢などの大物俳優が引き受けたのも大きな特徴である。
『NHK紅白歌合戦』に続いて本番組でも、セイコーによる午前0時の新年時報直前まで全国各地を生中継で結んで「蛍の光」が大合唱されていた。ただし、1980年/1981年の回（この年は日本テレビ制作）では生合唱どころか演奏も行わず、北日本放送からの中継の途中でセイコーのCMを放送（そのCM自体はこの時1回限りのオンエア）。CM明けの新年の時報は再び北日本放送の中継先に戻り、中継場所のセイコーの時計をバックに男性ナレーターが「1981年1月1日、正0時の時報をセイコーがお送りします」とアナウンスしたほか、1988年/1989年の最終回（この年はテレビ朝日制作）では立松和平の詩の朗読のあとに蛍の光にかわって、東京のテレビ朝日のスタジオからこの回の司会だった富田靖子によるピアノ伴奏に合わせて、長野県の中継地から小学生による「故郷」の合唱で新年を迎えたため、最後に流されたのは前年のフジテレビ制作分までである。日本テレビが担当した1975/1976年には梅小路機関区にある蒸気機関車の汽笛の音、1985/1986年には全国の除夜の鐘を使って「蛍の光」を演奏した。指揮は前者が山本直純、後者がこの回の司会だった加山雄三。なお日本テレビは1987年3月31日 - 4月1日の『さよなら大放送 国鉄スペシャル』でも梅小路蒸気機関車館から1975/76年版と同様に蛍の光を演奏した。
紅白歌合戦などでは現在でも18歳以下は出場順を変えて22時以降で出演させないが、この番組では年によっては上述した長野の中継のように18歳以下の子供も中継などのイベントに参加が行われていた。
特筆すべきものとして、1980/1981年の日本テレビ制作のものは『ズームイン!!朝!』に近い形となったほか、1987/1988年のフジテレビ制作のものはJNN加盟局があるにも拘らずニュースが放送された。また、東京12チャンネル（現：テレビ東京）が初めて制作に関与した1974/1975年は当時系列局がなかったが、各地の中継には札幌テレビ・秋田放送・中京テレビ（以上日本テレビ系列）・毎日放送（当時NETテレビ系列と東京12チャンネルのクロスネット局、 現：TBS系列）・中国放送・RKB毎日放送（以上TBS系列）が参加した。

### '80年未来をこの手に!
1979/1980年の『ゆく年くる年』に続いて、東京放送（現：TBSテレビ）が幹事局となって、当番組の事実上の第2部として『'80年未来をこの手に!』がこの日にライオン油脂とライオン歯磨が合併して「ライオン」となった記念番組として全局で放送されたが、びわ湖放送においては当時、リン含有の合成洗剤が原因による琵琶湖汚染を問題視している関係で、大株主である滋賀県の理解を得られなかったとして放送しなかった。ただし、滋賀県は近畿広域圏に含まれるため、在阪広域4局（毎日放送・朝日放送・関西テレビ・読売テレビ）を通じて視聴できたほか、一部地域では近畿放送（現：京都放送）など、周辺県の視聴可能なテレビ局でも視聴できた。

## シリーズの終焉
1988年末に行われた5社営業局長会において、次回（1989/1990年）の制作幹事局であったテレビ東京から番組制作の辞退の申し入れがあり、スポンサーのセイコーも了承、翌1989年3月に番組の終了が発表された。このため、事実上の最終回は1988/1989年にテレビ朝日の制作で放送された回となったうえ、この回は折りしも昭和最後の年越しともなった。
終了の理由は年々高騰する制作費が予算や提供料金を超過（いわゆる採算割れ）しており、各局に負担となっていた事が挙げられた。また、視聴率競争が激しくなる中、独自の番組を放送したいという要望もあり、ネットワーク5局が同じ番組を放送するという編成も時流に合わなくなっていた。
翌1989/1990年からは各放送局で独自の内容の年越し番組を制作・放送している。なお、終了に際してセイコー側はそれぞれの年越し番組の年を跨ぐ前後の時間帯にセイコーが番組スポンサーとなる事を条件に了承しており、実際に1989/1990年の各局の年越し番組にはセイコーがスポンサーの一社として入っていた。後にセイコーは何れの年越し番組もスポンサーから降りている。
テレビ神奈川は1994年と1995年に『ゆく年くる年』のタイトルで年越しスペシャル番組を制作し、当時の独立UHF放送局11局にネットした。

## 現存映像
当番組は原則として生放送であり、更に当時の放送用2インチビデオテープは高価だったため、現存が確認された映像は1967/1968年（日本テレビ版）、1969/1970年（NET版）、1970年/1971年（日本テレビ版）のモノクロ・キネコ版と、1975/1976年（日本テレビ版）のVTRだけである。
上記の映像は、『テレビ探偵団』（TBS系列）のワンコーナー「私だけが知っている」で「年末番組特集」を行った時に紹介された（放送時期は不明。ただし、1975/1976年版はエンディングでの紹介）。このうち、1967/1968年版では、1967年内で植木等が軍人に扮して日本ヴィックス「インヘラー」のCMにて用いられたフレーズ「これでインヘラー?」を言ったコントや、和光・時計台前での「蛍の光」合唱（合成は使用せず）による年越し瞬間、年越し同時に始まったスタジオでのダンスなどが放送された。また2023年12月11日に日本テレビ系列で放送された『超レア映像遺産ショー』では、1975/1976年版の成田山新勝寺で、徳光和夫（当時：日本テレビアナウンサー）が長嶋茂雄（当時：読売ジャイアンツ監督。因みに徳光の立教大学の先輩）にインタビューしたり、その長嶋が北大路欣也・高倉健とお参りしている場面が放送された。
ただし、上記の現存映像以外にも、年度によっては、当番組の映像が何らかの形で保存されている可能性もあり、実際にどれだけの映像が現存しているかは不明である。

## 年表
| 回 | 旧年   | 新年   | 制作局           | ネット局数 | 視聴率 | 総合司会                                                 | テーマ                    | 備考 |
| -- | ------ | ------ | ---------------- | ---------- | ------ | -------------------------------------------------------- | ------------------------- | --- |
| 01 | 1956年 | 1957年 | ラジオ東京テレビ | 004        | -      | 森繁久彌                                                 | -                         | 日本テレビ、ラジオ東京テレビ、中部日本放送、大阪テレビの民放テレビ4局全局同時ネットで番組放送開始。 主な出演：ミヤコ蝶々、南都雄二、三橋美智也、浅香光代 主な中継地：浅草観音、銀座4丁目、名古屋テレビ塔、熱田神宮、心斎橋、道頓堀 |
| 02 | 1957年 | 1958年 | 日本テレビ       | 005        | -      | 森繁久弥 幸田文                                          | -                         | 北海道放送開局で初参加。 主な出演：中村時蔵と家族、山田五十鈴、大下弘、玉乃海、火野葦平 主な中継地：銀座服部時計店、浅草、八坂神社、熱田神宮、日比谷、札幌神社、東北の農村 |
| 03 | 1958年 | 1959年 | ラジオ東京テレビ | 019        | -      | フランキー堺                                             | -                         | 23時40分より唯一のラジオ・テレビ同時放送 主な出演：山田五十鈴、岸恵子、稲尾和久、今東光 主な中継地：八幡製鉄所、羽田空港、銀座四丁目、伊勢神宮、函館トラピスト修道院 |
| 04 | 1959年 | 1960年 | 日本テレビ       | 036        | -      | フランキー堺 朝丘雪路                                    | -                         | NETテレビ初参加。この年からテレビ独自企画の娯楽路線を開始。 主な出演：大村崑、鶴岡一人、河内桃子、ダーク・ダックス、水谷良重、長嶋茂雄、鰐淵晴子 主な中継地：服部時計店、東京タワー、伊勢湾台風被災地、広島世界平和記念堂、手稲山 |
| 05 | 1960年 | 1961年 | TBS              | 039        | -      | 森繁久弥 朝丘雪路                                        | -                         | 主な出演：永六輔、前田武彦、牟田悌三、藤山寛美、トリオ・ロス・パンチョス 主な中継地：服部時計店、北大恵迪寮、金毘羅宮、長崎浦上天守堂、明石天文博物館 |
| 06 | 1961年 | 1962年 | 日本テレビ       | 040        | -      | 秋山ちえ子                                               | 生きる日本人              | 松山善三が構成を担当、地方局が続々と開局。40局ネットとなる。 主な出演：桂文楽、藤山寛美、川上哲治、フランキー堺、大村崑、ダーク・ダックス 主な中継地：北海道岩見沢駅、宮城県名取市、浅草観音、呉市の酒蔵、沖縄 |
| 07 | 1962年 | 1963年 | TBS              | 040        | -      | 坂本九                                                   | 昭和37−38年の日本人人     | 橋本忍が構成を担当、坂本九が全国の人々と語る対話劇風。 主な出演：渡辺とも子、ジェリー藤尾、パラダイスキング、徳川夢声、河野一郎 主な出演者：知恩院、八坂神社、茨城大宝八幡、銀座四丁目、伊勢神宮、九州若戸大橋 |
| 08 | 1963年 | 1964年 | NET              | 040        | 9.5%   | 森繁久彌                                                 | 日本を謳う                | NETテレビ初制作、安部公房が番組の構成を担当。主な出演：佐藤栄作、丹下健三、大松博文、岡本太郎、兵頭秀子、古橋広之進、今東光 主な中継地：富山日石寺、奈良唐招提寺、横浜港、長崎造船所、東京オリンピック競技場 |
| 09 | 1964年 | 1965年 | 日本テレビ       | 040        | 22.9%  | 三木鮎郎 小島正雄 坂本九 植木等                          | スタープレゼント          | タイトルは「ゆく年くる年・スタープレゼント」。三船敏郎・石原裕次郎などのスターがスタジオに集合。 主な出演：石原裕次郎、三船敏郎、勝新太郎、中村玉緒、中村勘三郎、倍賞千恵子、倍賞美津子、高田浩吉、高田美和、山本富士子、ダーク・ダックス、一柳斎貞鳳、榎本健一、柳家金語楼、王貞治、藤田まこと 主な中継地：服部時計店、祇園座敷、ホテルニューオータニスカイラウンジ、浅草寺、八坂神社                                                   |
| 10 | 1965年 | 1966年 | TBS              | 040        | -      | 山村聡                                                   | おめでとう・日本列島!!    | 「ゆく年くる年」は副題。スタジオに山村聡邸宅を再現。 主な出演：藤田まこと、木島則夫、月の家円鏡、野際陽子、吉永小百合、佐久間良子、堀雄二、芦田伸介、いしだあゆみ、島かおり他 主な中継地：浅草寺、兼六園、照国神社、手稲山、那覇港、永観堂、法善寺横丁、日劇 |
| 11 | 1966年 | 1967年 | NET              | 040        | 27.4%  | 木島則夫 小林桂樹                                        | おめでとう若い日本        | 「ゆく年くる年」は副題。 主な出演：森繁久弥、吉永小百合、フランキー堺、加山雄三、芥川也寸志、渥美清 主な中継地：札幌中島公園、服部時計店、東京プリンスホテル、横浜氷川丸、京都大仙院 |
| 12 | 1967年 | 1968年 | 日本テレビ       | 040        | 19.4%  | 坂本九 吉永小百合                                        | 新しい百年に向って        | メインタイトルは「おめでとう68年」。 明治100年に因み次の100年へ向かう日本の夢と希望を描き、メインスタジオに100年後の未来のリビングルームを据えた。 各地の風景・未来の夢・日本の現実・建設の4つがテーマ。 主な出演：植木等、てんぷくトリオ、石坂泰三、今東光、ダーク・ダックス 主な中継地：知恩院、北海道神宮、神戸港、羽越水害地、高知桂浜灯台、尾道大橋                                                                                 |
| 13 | 1968年 | 1969年 | TBS              | 043        | 20.5%  | 古谷綱正 池内淳子 沢田雅美                               | テレビ初詣                | 東京12チャンネル初参加。一部で初のカラー放送。 主な出演：黛ジュン、宇津井健、ピンキーとキラーズ、小川知子、丸山明宏、千昌夫、宇津井健ほか 主な中継地：大原寂光院、蔵王七ヶ宿、函館ハリストス正教会、赤坂豊川稲荷、伊勢神宮、赤間神宮、延暦寺、赤坂など計12箇所 |
| 14 | 1969年 | 1970年 | NET              | 052        | 16.9%  | 竹脇無我 栗原小巻                                        | あなたと僕の握手          | 初のオールカラー放送。 主な出演：松本幸四郎、池内淳子、大村崑、前田武彦、光本幸子、弘田三枝子 主な中継地：霞ヶ関ビル、日比谷東京芸術座、大阪万博会場、札幌五輪会場、太宰府天満宮、円覚寺、東名高速道路名古屋インターチェンジ |
| 15 | 1970年 | 1971年 | 日本テレビ       | 058        | 36.4%  | 高橋圭三 ザ・ドリフターズ                                | '71年夢いっぱい           | 大阪天満宮の初詣。関門橋建設現場などから中継。 主な出演：范文雀、紀比呂子、奥村チヨ、、はかま満緒、長嶋茂雄、金田正一、桂三枝、中村千夏 主な中継地：大須観音、明石天文博物館、関門橋建設現場、和布刈神社、成田山新勝寺 |
| 16 | 1971年 | 1972年 | TBS              | 083        | 39.8%  | 堺正章 井上順之 コント55号 ザ・ドリフターズ              | 笑い初めだョ!             | フジテレビ系列初参加。民放テレビ83局全局同時ネットとなる。代々木第2体育館をメイン会場とし、3000人を招待する公開放送を初めて行い海外著名人からのプレゼントによるチャリティーオークションを中心に放送。 主な出演：水前寺清子、佐良直美、和田アキ子、尾崎紀世彦、王貞治、北の富士、和田アキ子 主な中継地：代々木第二体育館、真駒内オリンピックスケート場、岩手早池峯神社、沖縄波の上神社、柴又帝釈天                                        |
| 17 | 1972年 | 1973年 | フジテレビ       | 086        | 33.9%  | 小川宏 高峰三枝子                                        | 若さでいこう              | 「飛び出せ青春」「ありがとう」「木枯し紋次郎」「プレイガール」等 各局の人気番組のタレントを番組のままの服装で登場させ、ミニドラマを展開。 主な出演者：ザ・ドリフターズ、堺正章、天地真理、輪島、貴ノ花、コント55号 主な中継地：札幌真駒内時計塔、名古屋駅前、鹿児島指宿の砂風呂、宝塚歌劇 |
| 18 | 1973年 | 1974年 | NET              | 086        | 26.0%  | 高島忠夫 黒柳徹子                                        | 声たからかに              | 全国各地から生活に密着した6つの素材を選んで構成。 主な出演：佐良直美、松坂慶子、井上加寿子、春風亭柳朝、林家こん平、グレープ 主な中継地：奈良法輪寺、北海道畑正憲一家、大分大岳地熱発電所、山形羽黒山神事 |
| 19 | 1974年 | 1975年 | 東京12チャンネル | 087        | 25.4%  | 石坂浩二 うつみ宮土理                                    | 豊かな明日のために        | 東京12チャンネル初制作。古き良き物と新しい物を中継。 主な出演者：小野清子、和泉雅子、香山美子、岩井友見、永田武と南極越冬隊、三遊亭円歌 主な中継地：隅田川七福神詣、秋田なまはげ、名古屋太陽炉、瀬戸内海海航実験 |
| 20 | 1975年 | 1976年 | 日本テレビ       | 089        | 30.7%  | 高島忠夫 仁科明子                                        | みんなと話そう            | 人間同士の対話を取り戻し、絆を強く結び直すことがテーマ。 主な出演者：コント55号、長嶋茂雄、桂三枝、山本直純、井上順 主な中継地：浅草仲見世、警視庁、北海道夕張、名古屋東山動物園、太宰府、京都梅小路機関区 |
| 21 | 1976年 | 1977年 | TBS              | 089        | 33.6%  | 田宮二郎 山口百恵                                        | 愛してますか あなたは……   | スタジオを使わず、司会者も外からの中継。 主な出演：久米宏、山本直純、西川きよし、鳳蘭、桂三枝、秋野暢子、竹下景子、せんだみつお、湯原昌幸 主な中継地：明治神宮、京都ライブハウス、大阪城公園、名古屋久国寺、沖縄与那城村、出雲大社、宮崎カーフェリー、東京晴海、太宰府、岡山小児医療センター、北海道の国鉄職員 |
| 22 | 1977年 | 1978年 | フジテレビ       | 089        | 26.7%  | 渥美清 夏目雅子 露木茂                                   | 世界とともに              | 世界各国の街の表情や、日本国外で活躍する日本人をリポート。 主な出演者：王貞治、倍賞千恵子、藤村志保、竹下景子、芳村真理、黒柳徹子 パリ、バンコク、アブダビ、長崎ベトナム難民収容施設、北海道北洋漁航船 |
| 23 | 1978年 | 1979年 | テレビ朝日       | 091        | 31.0%  | 萩本欽一 檀ふみ                                          | ふれあいを求めて          | 1979年が国際児童年のため、子供の幸せについて考える構成で進行。 主な出演者：竜崎勝、松坂慶子、吉幾三、見城美枝子、ピンク・レディー、さとう宗幸、わしづなつえ 主な中継地：シドニー港、中国、青森善知鳥神社、新潟瓢湖、化野念仏寺、小豆島、池袋サンシャインビル、北海道の牧場、福岡の孤児養護施設 |
| 24 | 1979年 | 1980年 | 東京12チャンネル | 093        | 24.1%  | 関口宏 浅茅陽子                                          | その愛〜愛と祈り          | 市川崑が総監督を担当。増上寺経蔵テレビ初公開。大井川鐵道のSL中継。 主な出演：岸本加世子、片平なぎさ、友里千賀子、松本留美、伊藤京子、東京混声合唱団 主な中継：芝増上寺、明治神宮と原宿シャンゼリゼ通り、大井川鐵道、長崎港石油備蓄タンカー |
| 25 | 1980年 | 1981年 | 日本テレビ       | 094        | 28.9%  | 渡辺謙太郎 金子勝彦 露木茂 溝口泰男 徳光和夫             | だから日本が好き!         | 司会5人は各民放の看板アナ（溝口はテレビ朝日専属契約記者）。 主な出演：司葉子、長嶋茂雄 主な中継地：長野善光寺、鳥取天徳寺、愛知神島ゲーター祭富山新湊の元日マラソン、神戸神戸ポートピア博会場、福岡武田鉄矢実家など25ヶ所 |
| 26 | 1981年 | 1982年 | TBS              | 096        | 25.0%  | 古谷一行 中原理恵 星野知子                               | 21世紀への旅立ち          | 20年後の世界に目を向け、2001年は世界がどう変わっているかを展望。 主な出演：植村直己、佐藤蛾次郎、杉田かおる、MIE、伊東四朗、斉藤とも子、柏原よしえ、紳助竜介、荒井注、はらたいら、小沢昭一 主な中継地：長野野辺山天文台、ブエノスアイレスでの植村直己南極探検準備、高円寺の予備校、名古屋山崎鉄工所 |
| 27 | 1982年 | 1983年 | フジテレビ       | 099        | 25.1%  | 小川宏 ビートたけし 俵孝太郎 ジャイアント馬場 田丸美寿々 | だから! より人間らしく    | 1983年の世界コミュニケーション年にちなんだテーマ設定。 同番組初のステレオ放送。「ゆく年」の15分間は日本列島各駅からの中継。「くる年」になる午前0時の15秒前からは、この年（1983年）に開園する東京ディズニーランドから生中継を行った。 主な出演：秋吉久美子、春日三球・照代、筑紫哲也、星セントルイス、坊屋三郎、ハナ肇 主な中継地：新宿駅、北海道夕張駅、熊本津奈木駅、青森駅、東京ディズニーランド、アフリカ                             |
| 28 | 1983年 | 1984年 | テレビ朝日       | 102        | -      | 武田鉄矢 名取裕子                                        | 信じることからはじめよう  | ネット局が100局突破（民放テレビ102局全局同時ネット）。中継リポーターに荻野目慶子ら。コンピューターグラフィックスによる正零時の時報。 主な出演：レオナルド熊、荻野目洋子、三浦雄一郎、イルカ、太地喜和子 主な中継地：足利最勝寺、北海道占冠トマム山、北京、アラスカ、ニューメキシコ、ペルー |
| 29 | 1984年 | 1985年 | テレビ東京       | 102        | -      | 市川猿之助 桂文珍 中井貴恵                               | 未来、それはいま          | オープニングは歌舞伎座から中継。猿之助自ら企画・構成・演出。 主な出演：市川海老蔵、瀬戸内寂聴、一世風靡セピア、松平健、片岡孝夫、山下泰裕、小島一男 主な中継：歌舞伎座、京都嵯峨野、つくば博会場、アラスカ、ジンバブエ |
| 30 | 1985年 | 1986年 | 日本テレビ       | 103        | -      | 加山雄三 徳光和夫                                        | 日本・きた道ゆく道        | 30回の節目として、日本を見つめ直す趣旨とした。 1985年開局のテレビせとうちが初参加、最終回まで続く局数となる。新しく竣工したばかりの両国国技館から生放送。管弦楽は読響、山本寛斎のファッションショー、『ウィ・アー・ザ・ワールド』や『歓喜の歌』の大合唱など。 主な出演：北の湖、山下泰裕、松尾雄治、三宅一生、山本寛斎、佐々木七恵、五木ひろし、秘密結社G、時代錯誤 主な中継地：両国国技館、東京ディズニーランド、長勝寺、三井寺、須磨寺 |
| 31 | 1986年 | 1987年 | TBS              | 103        | -      | 仲代達矢 大地真央 小泉今日子                             | おーい! 愛しの地球よ      | 監修：早坂暁 主な出演：山本圭、岩本久則、中谷久美子、中村あゆみ 主な中継地：香川男木島、知床、薬師寺、上野動物園、長崎オランダ村、韓国ソウル |
| 32 | 1987年 | 1988年 | フジテレビ       | 103        | -      | 逸見政孝 笑福亭鶴瓶 榊原郁恵                             | 時を見つめて              | 主な出演：桑原征平、伊奈かっぺい、長野智子、コント赤信号、小川菜摘、ジェームス三木 主な中継地：瀬戸大橋、青函連絡船、ブラジル、タヒチ、エジプト、苗場スキー場 |
| 33 | 1988年 | 1989年 | テレビ朝日       | 103        | -      | 西田敏行 富田靖子 小宮悦子                               | 好きです!輝いてるあなたが | 最終回。33年の歴史に幕。民放テレビ103局全局同時ネット。 主な出演：スタニスラフ・ブーニン、津川雅彦、山本寛斎 主な中継地：大阪ザ・シンフォニーホール、ニュージーランド、ウィーン、エジプト紅海 |

## ネット局に関する補足
- 第1回がネットされた局は4局であった。そのネット当時・現在の双方の系列で見ると、ネット当時では日本テレビが日本テレビ系列・TBS（ネット当時はラジオ東京テレビ）がTBS系列（ネット当時はラジオ東京テレビ系列）・CBCテレビ（ネット当時は中部日本放送）と朝日放送（ネット当時は大阪テレビ）の2局がTBS系列（ネット当時はラジオ東京テレビ系列）と日本テレビ系列のクロスネット局であったが、現在では日本テレビが日本テレビ系列・TBSとCBCテレビの2局がTBS系列・朝日放送がテレビ朝日系列である。
- 最終回にあたる第33回がネットされた局は103局であった。そのネット当時・現在の双方の系列で見ると、ネット当時の局数ではTBS系列が25局・日本テレビ系列のフルネット局が21局・フジテレビ系列のフルネット局が21局・テレビ朝日系列のフルネット局が12局・テレビ東京系列が4局・クロスネット局が9局[注 9]・独立局（当時は独立UHF放送局）が11局であったが、現在の局数ではTBS系列が28局・日本テレビ系列のフルネット局が27局・フジテレビ系列のフルネット局が26局・テレビ朝日系列のフルネット局が24局・テレビ東京系列が6局・クロスネット局が3局[注 10]・独立局が13局である。

## 参考書籍
- 昭和七色テレビ 昭和のテレビ回顧録・民放「ゆく年くる年」33年史&リレーエッセイ（東京ニュース通信社 1989年）